# Cyaniris albidisca
Cyaniris albidisca är en fjärilsart som beskrevs av Moore 1883. Cyaniris albidisca ingår i släktet Cyaniris och familjen juvelvingar. Inga underarter finns listade i Catalogue of Life.